# Sinagoga Mare din Sibiu
Sinagoga Mare din Sibiu este un lăcaș de cult evreiesc din municipiul Sibiu, localizat pe Str. Constituției, Nr. 11. Ea a fost construită între anii 1898-1899, în stil eclectic. 
Sinagoga Mare din Sibiu a fost inclusă pe Lista monumentelor istorice din județul Sibiu din anul 2015, având codul de clasificare  SB-II-m-B-12071. 

## Istoricul comunității evreiești și a sinagogii din Sibiu

### Istoriografia medievală
După o legendă, prezența evreiască în regiunea Sibiului este datată din epoca romană: umanistul sas Johannes Lebel (ca. 1490-1566), pastor evanghelic, a scris în 1559 un poem în limba latină dedicat localității Tălmaciu, aflată la aproximativ 20 km de Sibiu. În acest poem, el afirmă că localitatea a fost fondată de evrei în epoca lui Decebal, regele Daciei în secolul I, numele localității provenind de la Talmud. Acest poem a cunoscut în epocă o oarecare notorietate, dar afirmațiile sale au fost dezmințite de numeroși istorici specialiști în cultura evreiască care au descoperit mai multe neconcordanțe în povestea lui. Se pare că la originea acestei ipoteze se află asemănarea sonoră a celor două nume: Thalmus, numele orașului în limba latină, și Talmudul, unul din textele fundamentale ale iudaismului.
Într-un document din data de 26 august 1481 se menționează mărturia unui locuitor pe nume Jochanan Jannasathar. Aceasta a fost, probabil, primul evreu cunoscut la Sibiu. O serie de documente ulterioare atestă prezența de negustori și meșteșugari evrei, dar numărul lor este foarte limitat, până când li se interzice să rămână.

### Perioada modernă

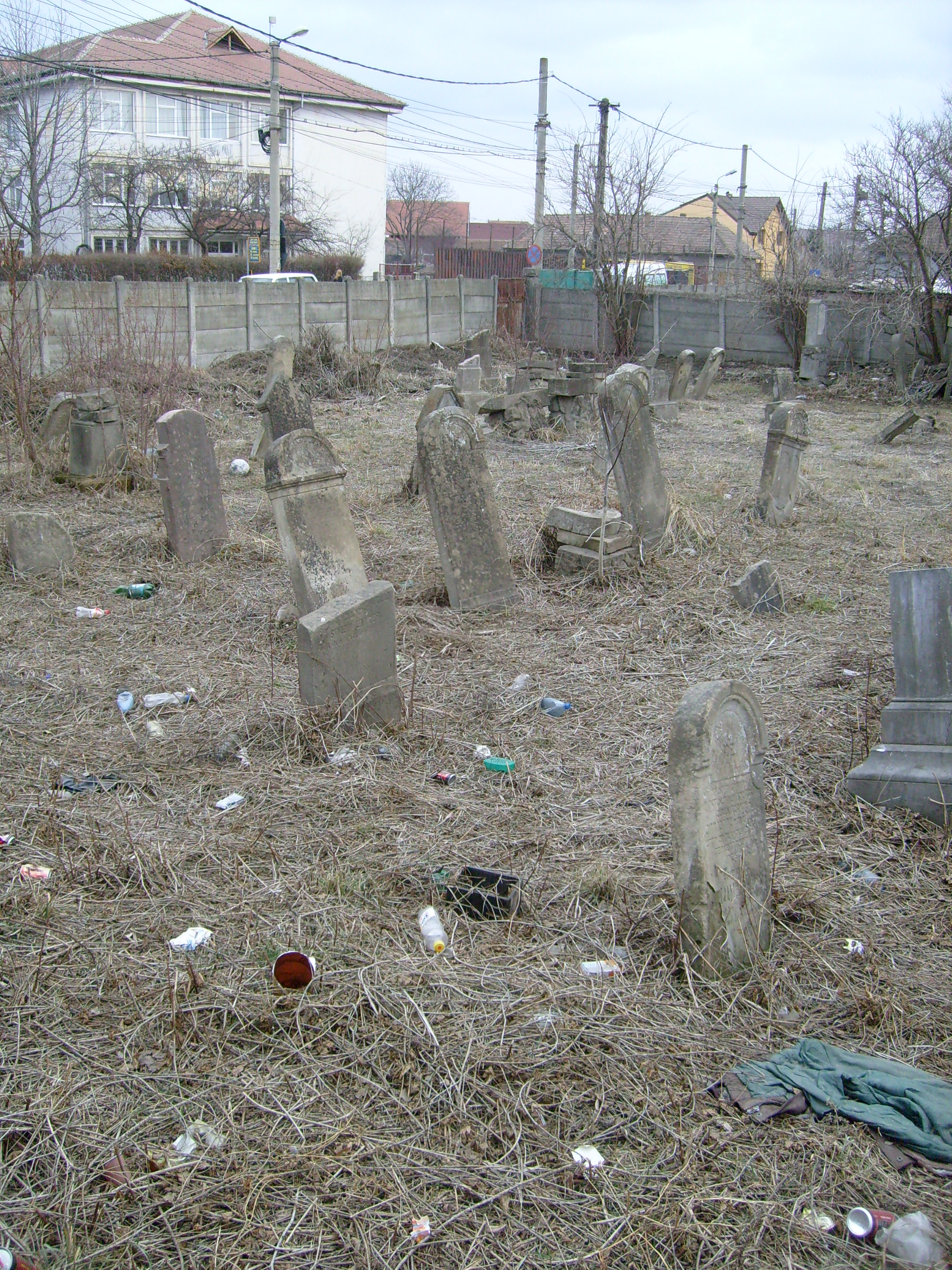
Cimitirul evreiesc din cartierul Lazaret (2012)

Până în secolul al XIX-lea, evreilor din Transilvania le era interzisă locuirea în orașele țării. Prin rescriptul din 4 iulie 1781 al împăratului Iosif al II-lea s-a permis stabilirea evreilor numai în orașul Alba Iulia, cu condiția ca acei evrei să se fi născut în Transilvania sau să se fi aflat aici de cel puțin 30 de ani. Oficial nu locuia nici un evreu în Sibiu, dar unii evrei au închiriat totuși locuințe la periferie. 
Stabilirea evreilor în Sibiu a avut loc cu puțin înainte de anul 1850, primul evreu care a primit dreptul de a se așeza în localitate fiind J. Aron din Bidiu (Bödön), la 31 iulie 1845. După această dată, evreii au venit în număr mare în oraș. Cu toate acestea, locuitorii sași ai Sibiului s-au opus stabilirii aici a evreilor, după cum s-a scris într-un articol publicat în 1850 în ziarul „Siebenbürger Bote”: „Nu avem nevoie de adaosul unei viitoare populații evreiești nici în Sibiu, nici altundeva în ținutul săsesc. S-ar putea să sune foarte neliberal; dar avem motive întemeiate pentru aceasta. Bunăstarea agricultorului sas, ce era dominată înainte de jaful maghiar, se întemeiază nu numai pe hărnicia și spiritul de economie a acestuia, ci și pe interdicția legală a stabilirii evreilor pe pământ săsesc. În întreaga Transilvanie există puțini evrei (între 3 – 4.000), deoarece legea numește doar puține localități în care li se permite evreilor să locuiască; Sibiul nu este printre ele!”.
Primul cimitir evreiesc a fost deschis la 1 iulie 1855 în cartierul Lazaret, funcționând acolo până la începutul secolului al XX-lea. Un alt cimitir evreiesc a fost deschis apoi în cadrul noului cimitir orășenesc de lângă Dumbrava Sibiului, care a fost dat în funcțiune în 1907. 
În 1860 a fost instituit un Minian permanent pentru a conduce servicii religioase și în 1876 a fost organizată comunitatea. În 1868, ea s-a declarat de curentul iudaic ortodox și în 1878 a fost construită o primă sinagogă care a devenit în scurt timp prea mică. În 1881 evreii au fost suspectați de omoruri rituale, după care au fost declarați nevinovați. În 1890 populația evreiască era de 1.307 de locuitori care reprezentau 4% din întreaga populație a orașului. 
Rabinul ortodox Ármin Horowitz (1869–1934) a fost rabinul comunității începând din 1890.
Sinagoga Mare din Sibiu a fost edificată între anii 1898-1899. Odată obținute sumele de bani necesare pentru construirea unui edificiu propriu, președintele comunității evreilor din Sibiu, Josef Schwartz, l-a însărcinat pe arhitectul ungur Ferenc Szalay să construiască sinagoga, dându-i ca termen de recepție începutul Sărbătorilor Mari de Tishri din 1899.

### Secolul al XX-lea
În perioada interbelică numărul evreilor din Sibiu a rămas relativ constant:
- după Unirea Transilvaniei cu România, în 1920 erau 1.248 evrei, reprezentând o pondere de 3,88% din populația de 32.156 locuitori ai orașului. Dintre aceștia, 1.238 erau de religie mozaică.
- după datele Recensământului din 1930, în Sibiu locuiau 1.308 evrei, adică 2,7% din populația de 49.345 locuitori.

Ca și majoritatea locuitorilor orașului, evreii din Sibiu erau în principal germanofoni și puțini cunoșteau limba maghiară sau, după Primul Război Mondial, limba română.
O comunitate sefardă a fost fondată în 1923. După primul congres sionist, mișcarea sionistă și-a început activitatea și va crește rapid în perioada interbelică. În 1919, comunitatea a înființat o școală evreiască și a organizat și creșe pentru copii.
În timpul celui de-al Doilea Război Mondial numărul evreilor din Sibiu a crescut în principal ca urmare a migrării evreilor originari din alte localități mai mici, precum și din localitățile ocupate de maghiari în nord-vestul Transilvaniei, prin Dictatul de la Viena din 1940. Deși hărțuiți de acțiunile fasciștilor din organizația DVR (Deutsche Volkspartei Rumäniens) a minorității germane din România, evreii din Transilvania românească nu au suferit deportări sistematice, spre deosebire de ceea ce s-a întâmplat în Transilvania ocupată de Ungaria lui Miklós Horthy. După datele provenind din arhivele Primăriei orașului Sibiu, în noiembrie 1945 locuiau în oraș 1.708 evrei, pentru ca în 1949 numărul evreilor să fie de 1.900.
În perioada regimului comunist (1948-1990) numărul evreilor din Sibiu a scăzut constant în principal ca urmare a emigrărilor în Israel. Comunitatea evreiască din Sibiu număra 762 membri în 1956, pentru ca zece ani mai târziu (în 1966) să fie doar 211 evrei în oraș. În timpul dictaturii lui Nicolae Ceaușescu a existat un proiect de demolare a sinagogii din Sibiu, salvarea acestui edificiu datorându-se arhitectului transilvănean Otto Czekelius.

### Perioada postcomunistă

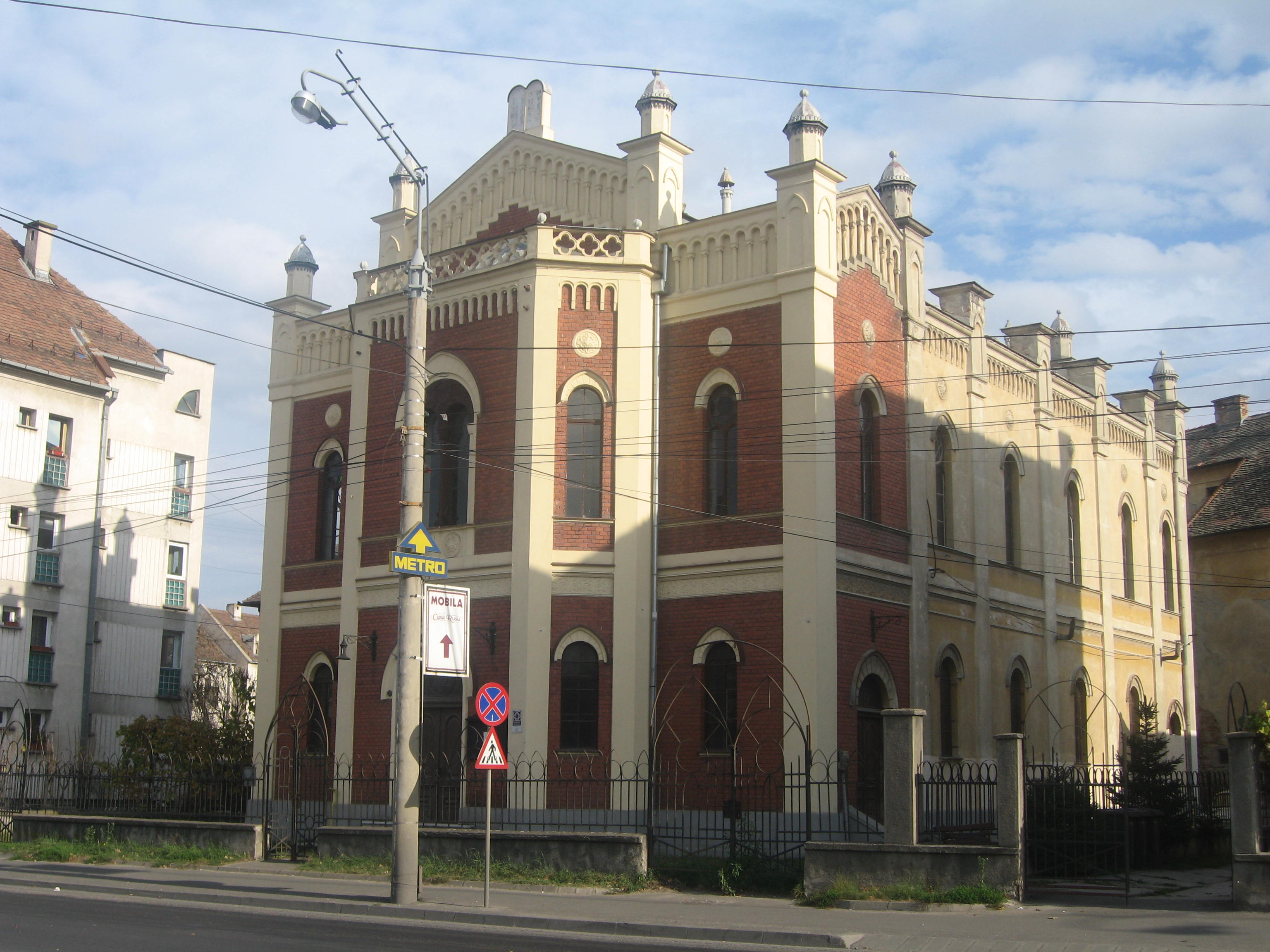
Vedere a fațadei principale și a laturii sudice

După Revoluția din decembrie 1989, clădirea a continuat să se deterioreze, din lipsa banilor pentru reparații. Principalele obiecte de cult din aur și argint au fost furate.  Pentru a proteja clădirea sinagogii, începând din anii '90 ai secolului al XX-lea, evreii sibieni au început să-și țină slujbele religioase într-o casă mică aflată în curtea sinagogii. De atunci, comunitatea evreilor din Sibiu nu mai are rabin. Sinagoga și-a încetat activitatea în 1999.
Aflată la Sibiu în perioada Festivalului Internațional de Teatru din iunie 2005, Rodica Gordon Radian, ambasadorul Israelului în România, anunța că Sinagoga din Sibiu, unul dintre puținele lăcașuri de cult ale comunității evreiești din Transilvania, va fi reparată cu fonduri alocate de guvernul statului Israel, ea urmând a fi inclusă în circuitul turistic și cultural în cadrul programului "Sibiu - Capitală culturală europeană în 2007". Se intenționa să se organizeze acolo diverse evenimente culturale. 
În anul 2006 în oraș mai trăiau doar 24 evrei, majoritatea lor fiind în vârstă. Pentru oficierea slujbelor s-a adoptat o regulă specială potrivit căreia slujba se ține doar dacă participă cel puțin jumătate plus unu din bărbații evrei. Un enoriaș în vârstă de 82 ani era singurul care știa să citească Tora, dar nu putea să traducă pasajele religioase în limba română. Ceilalți evrei ascultau ce citea el, dar se rugau fiecare în limba pe care o știau mai bine. Sinagoga avea ușa închisă cu lacăt, iar interiorul era năpădit de pânze de păianjen. 
În lista sinagogilor din România publicată în lucrarea "Seventy years of existence. Six hundred years of Jewish life in Romania. Forty years of partnership FEDROM – JOINT", editată de Federația Comunităților Evreiești din România în anul 2008, se preciza că Sinagoga Mare din Sibiu nu mai era în funcțiune. 

## Arhitectura sinagogii

### Exterior

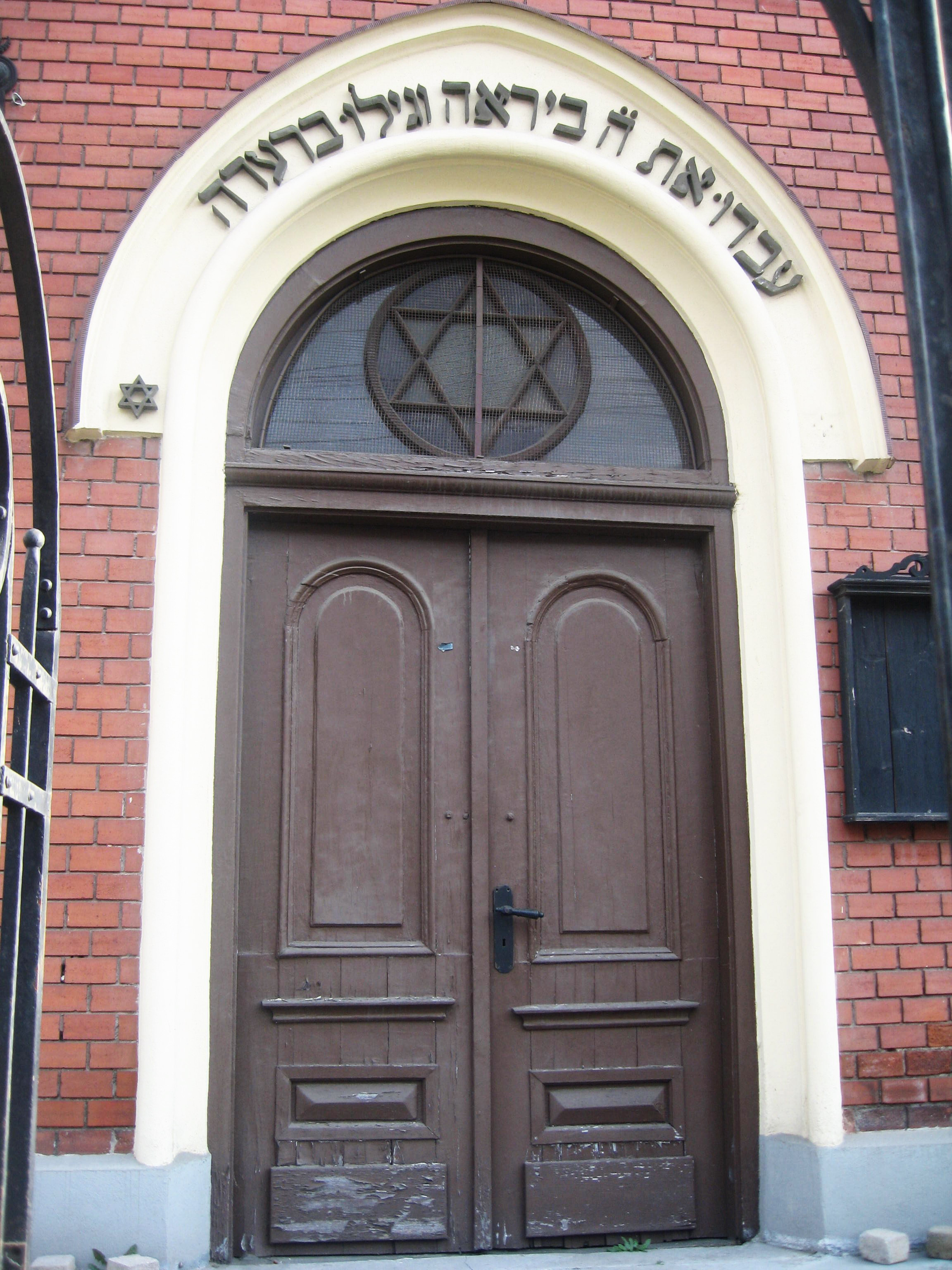
Portalul principal de intrare

Sinagoga Mare din Sibiu este o clădire distinctivă a orașului, construită în stil eclectic. Ea este formată dintr-un corp dreptunghiular cu două nivele. Fațada principală este placată cu cărămidă de culoare roșie, având cinci travee (două laterale și trei în marchiză), care sunt demarcate prin coloane dreptunghiulare de culoare galben deschis. 
Parterul este delimitat de primul etaj printr-un brâu și o friză de piatră decorată cu motive vegetale. Fațada are la partea superioară un fronton triunghiular, separat de corpul clădirii printr-o friză de triforii neoromanice. Între fronton și traveea centrală s-a amenajat o mică terasă cu un parapet de piatră cu motive cvadrilobate. Frontonul este încadrat de două coloane dreptunghiulare, finalizate cu câte o abacă octogonală terminată cu un dom. Deasupra sa se află un element decorativ, care reprezintă tablele celor zece porunci sculptate în piatră. 
Ușa de intrare și ferestrele sunt terminate la partea superioară în semicerc. Pe fiecare travee se află câte două ferestre (câte una pe fiecare nivel). Ferestrele sunt dreptunghiulare, terminate la partea superioară în semicerc. Câmpul vitrat superior al acestora este decorat cu steaua lui David. Toate ferestrele au la partea superioară un ancadrament de piatră de culoare albă, terminat în arc frânt. Fereastra de la primul etaj al traveei centrale este dublă ca volum, având două canaturi
Sinagoga are trei intrări: una centrală (pe fațada principală) și două pe fiecare fațadă laterală. Accesul la toate cele trei intrări se face de pe o platformă cu patru trepte. Intrarea principală se face de pe fațada principală unde este o ușă de lemn cu două canaturi, având deasupra o supralumină de sticlă colorată decorată cu steaua lui David. Deasupra intrării se află un ancadrament terminat în arc frânt, pe care se află o inscripție cu litere evreiești delimitată la capete de câte o stea cu șase colțuri, de dimensiuni mici. Textul inscripției este următorul: "עבדו את ה' ביראה וגילו ברעדה" și reprezintă un verset din Psalmi: "Slujiți Domnului cu frică și vă bucurați de El cu cutremur." (Psalmi 2:11) De o parte și de alta a acestei intrări se află două felinare din fier forjat.
Fațadele laterale sunt identice, organizate în șase travee. Prima travee dinspre fațada principală este acoperită cu același model de cărămizi. Celelalte travee sunt identice, având modele similare, dar pe un perete de beton.
Sinagoga este înconjurată de un gard mic, cu porți simple din fier forjat. Poarta cu grilaj are două uși batante și este surmontată de o stea a lui David.

### Interior
Interiorul sinagogii are un plan bazilical cu trei nave încălecate de tribune cu arcade în forma de triforii, unde se află galeriile pentru femei. Sala mare este zugrăvită în gri, cu foarte numeroase ornamente sculptate, cu arcade semicirculare decorate cu motive maure pe plafonul central. Sala este luminată în mod natural prin numeroase ferestre la parter și la primul etaj. Arcadele în stil maur se repetă între colonadele multiple ale balustradei de la galeria femeilor. Tavanul clădirii este casetat, fiind decorat cu încrustații desenate și pictate de mână în stil neorenascentist.
Chivotul Sfânt (Arca Legământului) se află în partea de jos a unei nișe semicirculare de pe peretele de est al sălii. Deasupra chivotului, peretele este viu decorat în albastru, cu o lucarnă cu sticlă colorată. Chivotul Sfânt din lemn sculptat are forma frontonului fațadei sinagogii. Este acoperit în întregime de o draperie ivorie brodată cu fire de aur, fiind separat de un parochet (cortină) greu de culoare roșu carmin, brodat și el. Bima (podiumul de pe care se citește Tora) este situată în fața Chivotului, înconjurat de patru coloane din lemn fin sculptat, cu capiteluri compozite, pe care se află felinare.

## Imagini

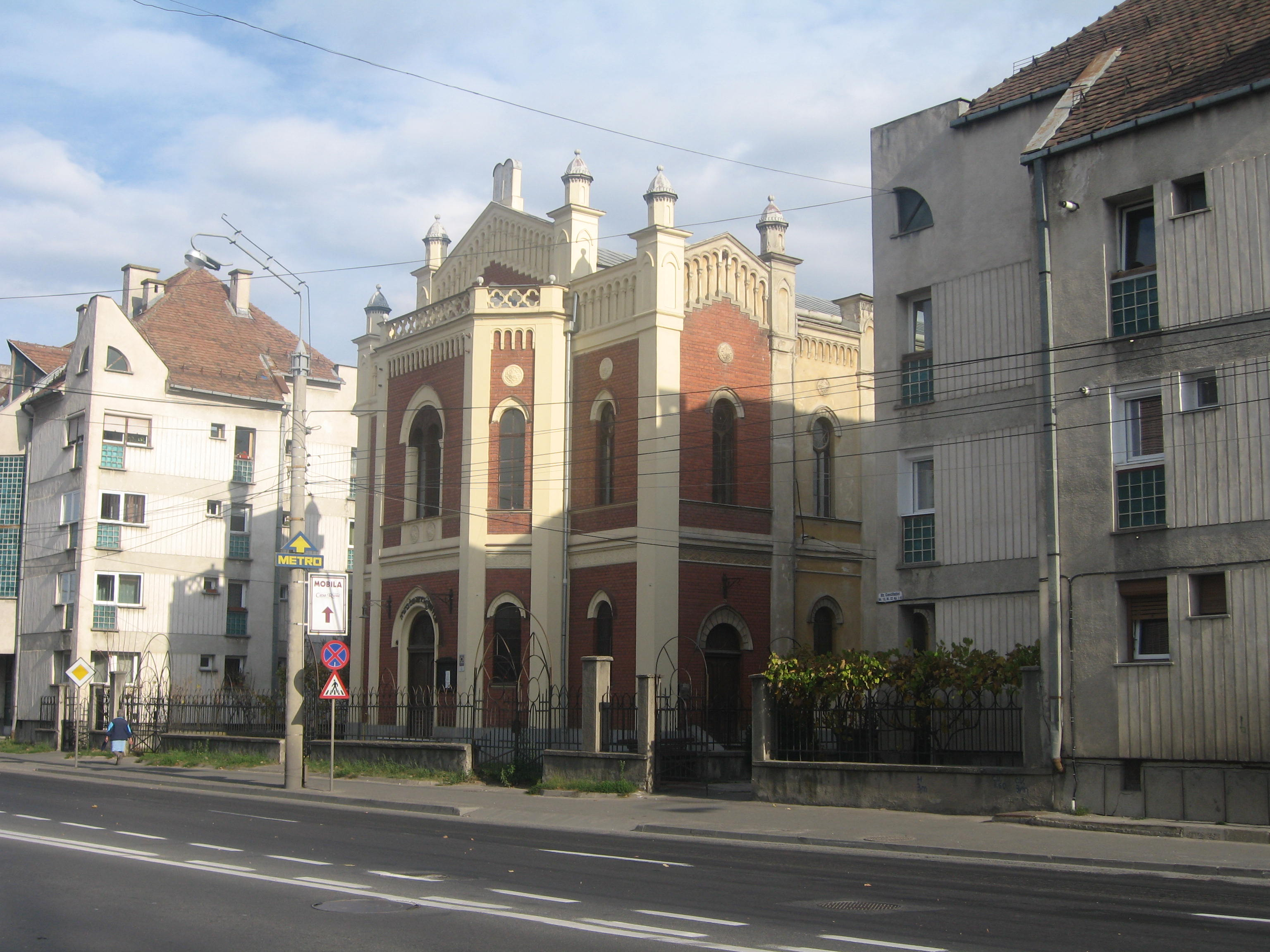
Vedere laterală
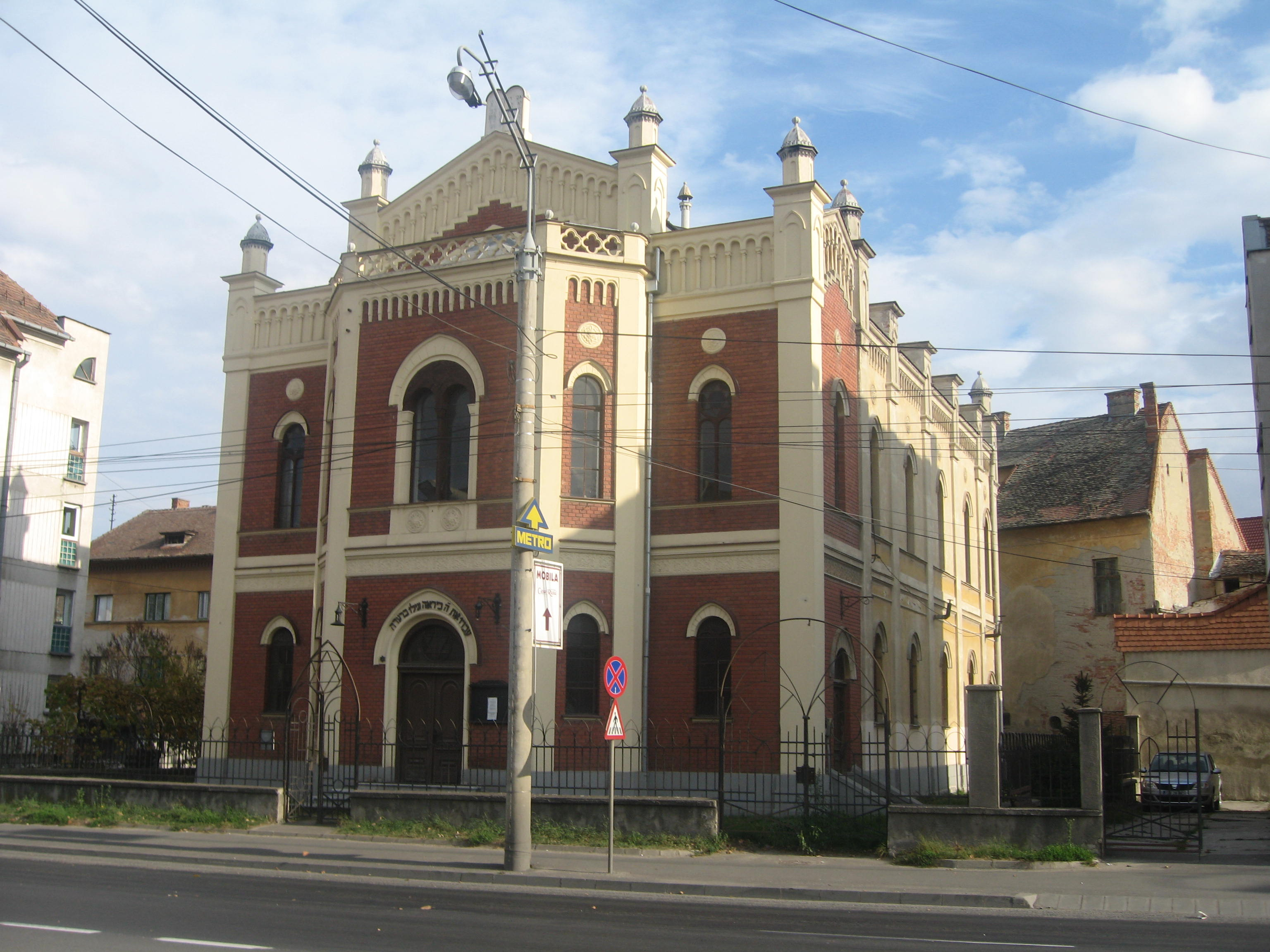
Sinagoga din Sibiu
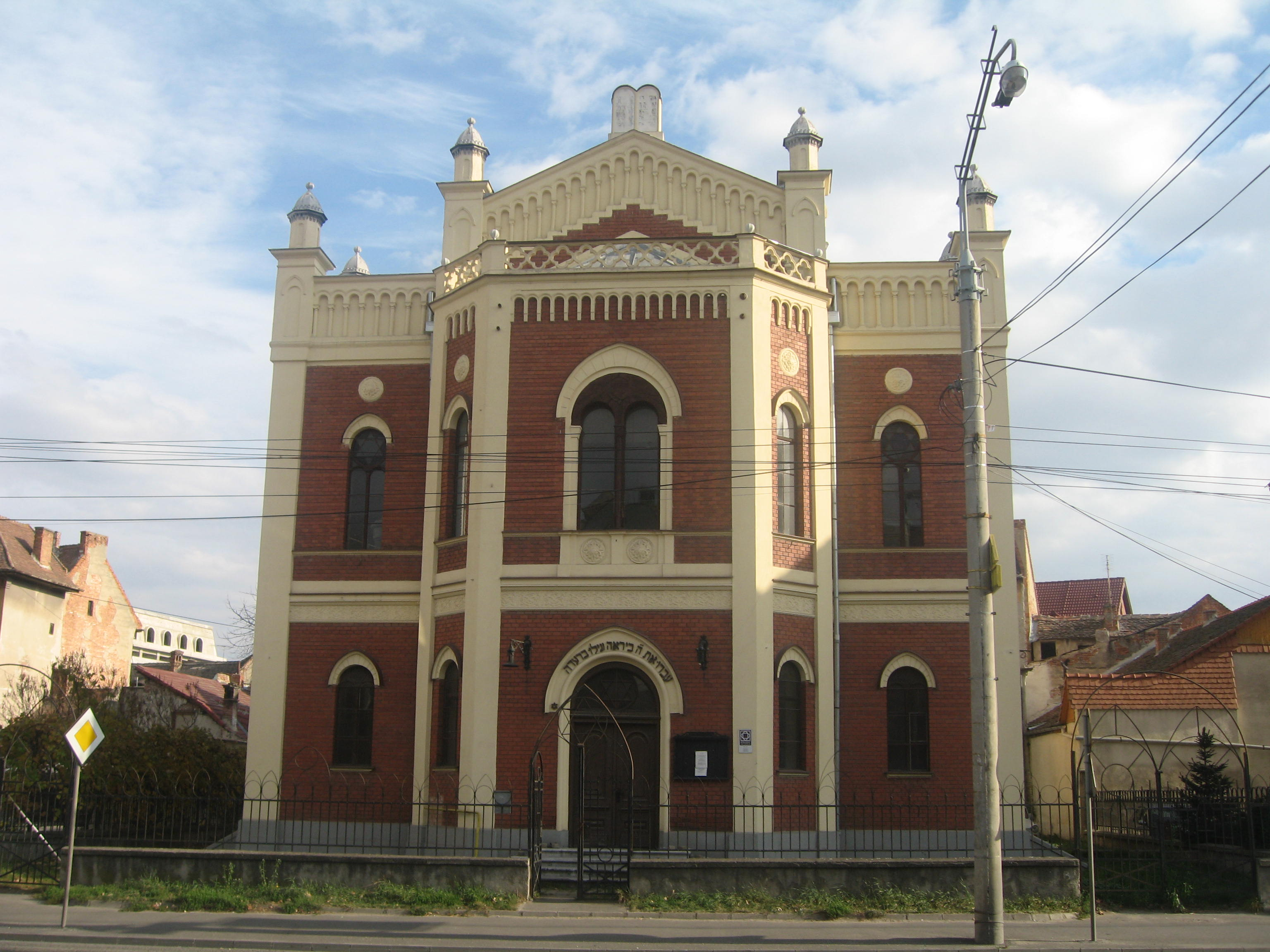
Sinagoga din Sibiu
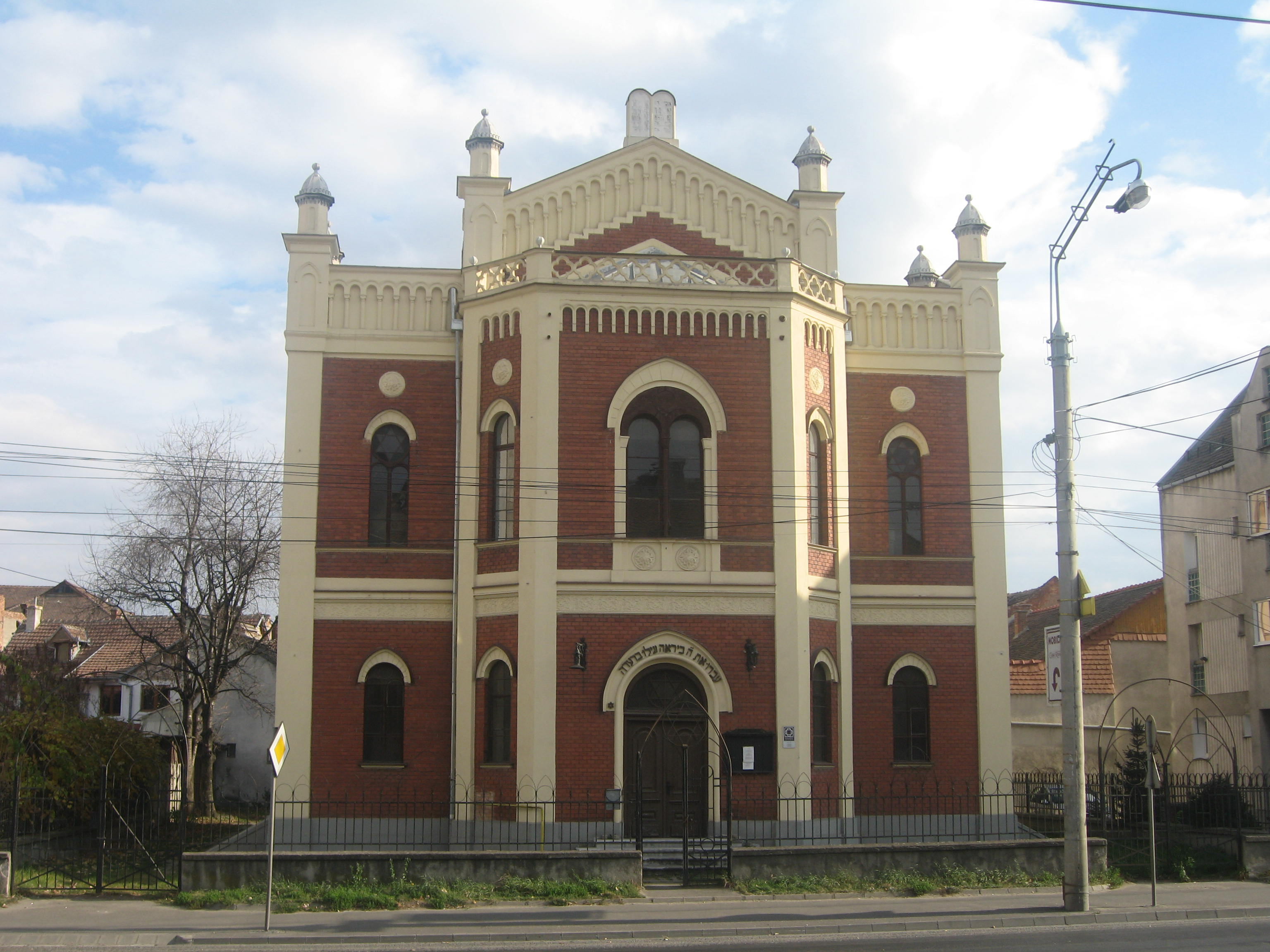
Sinagoga din Sibiu
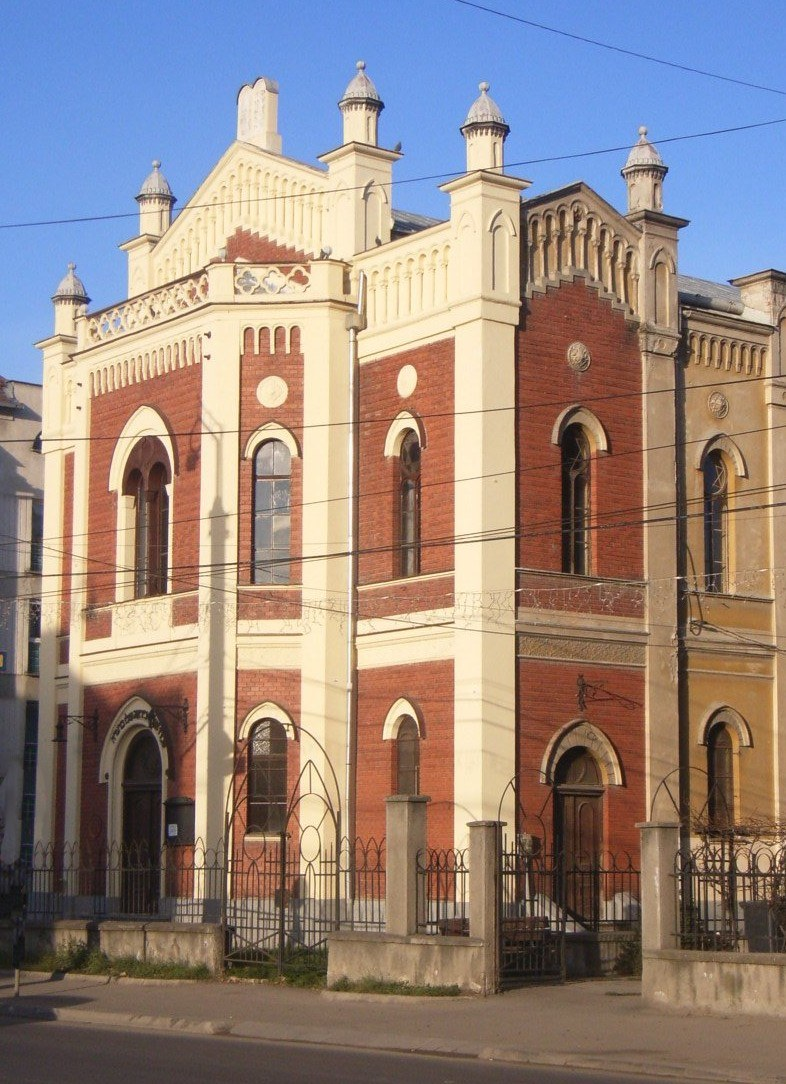
Sinagoga din Sibiu
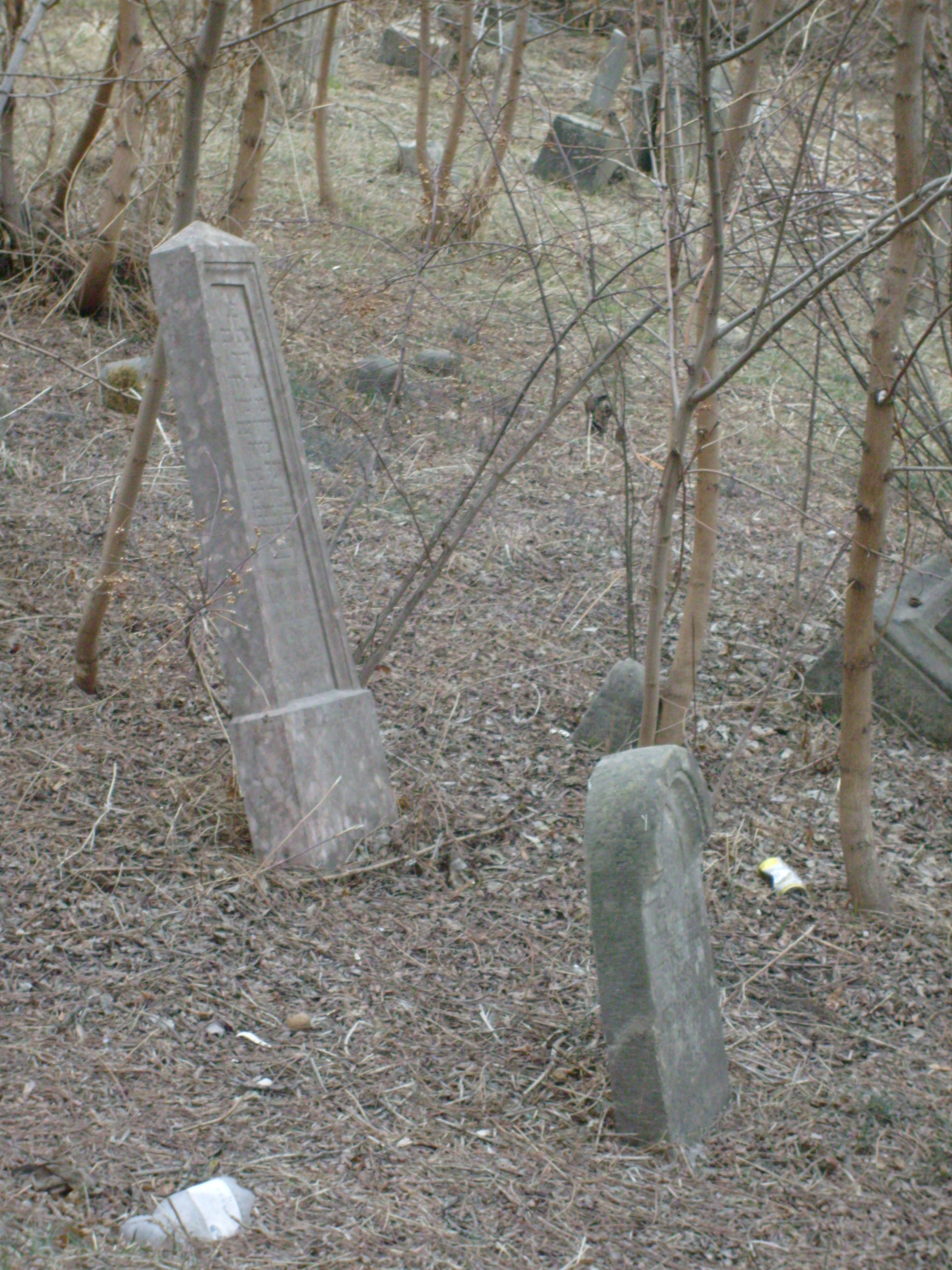
Cimitirul evreiesc din cartierul Lazaret (2012)